# Bransdale
Bransdale est une paroisse civile du Yorkshire du Nord, en Angleterre.